# Európai Filmdíj
Az  Európai Filmdíj (European Film Awards), 1996-ig a díjtrófea neve után Felix-díj (Felix Awards) egy 1988-ban alapított filmművészeti elismerés, melyet az Európai Filmakadémia (EFA) ítél oda minden évben, különböző műfaji és alkotói kategóriában. A díjak átadására a Filmakadémia által szervezett díjátadó ünnepség keretében kerül sor páratlan évben Berlinben, páros évben Európa valamely városában (jellemzően az év kulturális fővárosainak egyikében), december elején.
A filmdíj előzetes válogatáslistájára a legtöbb akadémiai taggal rendelkező húsz ország nevezhet egy-egy, az előző év közepétől az aktuális év közepéig bemutatott filmet, mely listát kiegészítenek az EFA válogató bizottsága által javasolt „európai” alkotásokkal. A jelöltekről, valamint a díjazottakról az akadémia több mint háromezer fős tagsága dönt kétkörös szavazással. Az eredményeket rendkívüli titoktartás mellett összesítik és őrzik a díjátadás pillanatáig.
A tagok által megszavazott díjakon felül a Filmakadémia igazgatótanácsa alkalmi jelleggel különdíjjakkal ismerheti el egy-egy művész kiemelkedő munkáját. 2006 óta az európai filmkedvelőknek, 2012 óta pedig a tizenéves fiatalok is lehetőségük van odaítélni egy közönségdíjat kedvenc filmjüknek.

## Története
A legelső Európai Filmdíj-átadóra 1988. november 26-án Nyugat-Berlinben került sor, ahova a berlini kulturális szenátor, Volker Hassemer kezdeményezésére gyűlt össze az európai filmesek színe-java, hogy megünnepeljék az európai film eredményeit.
Az ünnepség előtti éjszaka a Hotel Kempinski Atlanti lakosztályban egy különleges találkozó zajlott le, Bernardo Bertolucci, Isabelle Huppert, Wim Wenders, Ben Kingsley, Krzysztof Zanussi, Szabó István, Míkisz Theodorákisz, Erland Josephson, Nyikita Mihalkov és mások részvételével, amelyen hajnalig beszélgettek az európai film iránt érzett felelősségükről, és vitatták meg egy filmakadémia létrehozásának ötletét. Másnap, a Theater des Westens-ben rendezett díjátadóra érkezve olyan filmkészítő művészek csatlakoztak hozzájuk, mint Ingmar Bergman, Anthony Hopkins, Giulietta Masina, Carmen Maura, Pedro Almodóvar, Krzysztof Kieślowski, Ornella Muti, Max von Sydow és Richard Attenborough.
A nap folyamán megfogalmazódott egy, az európai filmkészítőkhöz címzett, az Európai Filmdíj létrehozására és annak menedzselése végett egy Európai Filmakadémia megalakítására vonatkozó felhívás az európai kultúra védelme, valódi értékeinek támogatása érdekében, és különösen azért, hogy elősegítsék az európai filmművészet további kibontakozását, a nagy nyilvánosság bevonásával erősítsék az európai filmkészítők önbizalmát, és a kellő figyelem ráirányításával az európai film visszaszerezhesse közönségét az egész világon. A tizenhárom neves filmrendező által jegyzett dokumentumot a díjátadó ünnepség záróaktusaként az aláírók egyike, Szabó István ismertette.
A filmdíj és az akadémia létrehozásával megteremtődött a rendszeres díjazás lehetősége. A díjat 1988-tól 1996-ig a trófea bronz fiúszobrocskája után – az Oscar- és a César-díjak mintájára – Felix-díjnak nevezték. 1997-ben az Akadémia készíttetett egy női alakot formázó, az európaiságot kiemelő ezüst trófeát, s azóta a díj nevében is hangsúlyos szerepet kapott az „európai” kifejezés.
A díjra történő nevezés, válogatás, valamint a jelölés rendje és a díjazottak kiválasztása, hasonlóan a díjkategóriákhoz az évek során többször változtak.
2023 áprilisában az Európai Filmakadémia úgy döntött, hogy a 2024. decemberi 37. díjátadó után a 38. díjátadóra 2026. január közepén kerül sor, és az előző év legjobb európai filmjeit értékelik. Az időpont-módosítással az európai jelöltek és nyertesek sokkal láthatóbban jelennek meg a nemzetközi díjszezonban. A díjak átadására a Golden Globe utáni hétvégén, illetve az Oscar-jelölési időszak lezárása előtt kerül sor.

## Jelölés és díjazás

### A nevezés, válogatás
A játékfilmeket az európai filmintézmények, -hatóságok és -fesztiválok, továbbá a kereskedelmi magazinok, a médiapartnerek, az Európai Filmakadémia tagjai, valamint az EFA támogatói javasolhatják, s a filmek jogtulajdonosai nevezhetik európai filmdíjra. A válogatásba bekerülő 40-50 alkotásból a tárgyév márciusában legtöbb akadémiai taggal rendelkező húsz ország egy-egy filmet közvetlenül nevezhet be, a többiről az EFA válogató bizottsága dönt, amelynek tagjai az igazgatótanács, valamint hat meghívott szakértő.
Az Európai Filmdíjra az a nagyjátékfilm jelölhető, amelynek az előző év június 1. és a tárgyév május 31-e között volt az első hivatalos vetítése filmszínházakban vagy valamely fesztiválon, azonban e főszabály alkalmazásától az Európai Filmakadémia vezető testülete kivételes esetekben eltekinthet. A nevezési határidő május 31.
Az EFA szabályzata az „európai filmalkotás” meghatározásakor alapvetően az Európai Filmkoprodukciós Egyezmény (European Convention on Cinematographic Co-production) II. függelékébe foglaltakra támaszkodik, az alkotói, előadói, valamint műszaki és szakértői csoportok tagjainak összetételére vonatkozó feltételek tekintetében, kiegészítve azzal, hogy a rendezőnek európai születésűnek vagy európai útlevéllel rendelkező személynek kell lennie. „Európai” alatt a Filmakadémia a földrész földrajzi értelemben vett államainak összességét érti, függetlenül attól, hogy az Európai Unió tagjai vagy sem, kiegészítve Izraellel és Palesztinával.
Egy filmalkotás akkor minősül európainak, ha legalább 15 pontot ér el az európai filmkészítői funkciók alábbi felsorolása szerint lehetséges 21 pontból. Az EFA vezető testületének jogában áll kivételt tenni alacsonyabb pontszám esetén, amennyiben úgy ítéli meg, hogy a tárgyban szereplő mű európai identitást fejez ki.
| Európai filmkészítői funkciók                       | Súlyozott pontok |
| --------------------------------------------------- | ---------------- |
| Alkotói csoport                                     |                  |
| Rendező                                             | 4                |
| Forgatókönyvíró                                     | 3                |
| Zeneszerző                                          | 1                |
| Előadói csoport                                     |                  |
| Főszerep                                            | 3                |
| További szerep                                      | 2                |
| Mellékszerep                                        | 1                |
| Műszaki és szakértői csoport                        |                  |
| Operatőr                                            | 1                |
| Hangmérnök                                          | 1                |
| Vágó                                                | 1                |
| Díszlettervező                                      | 1                |
| A stúdióért vagy külső helyszínért felelős szakértő | 1                |
| A VFX vagy CGI helyszín                             | 1                |
| Utómunkálatok                                       | 1                |

A filmeket eredeti nyelven, angol felirattal kell benyújtani. A jogtulajdonosoknak nyilatkozniuk kell az európai filmdíjakra vonatkozó szabályok feltétel nélküli elfogadásáról, és hozzá kell járulniuk ahhoz, hogy a film hozzáférhető legyen VoD-szolgáltatáson keresztül az EFA-tagok számára. A válogatás 40-50 nagyjátékfilmet tartalmazó listáját augusztus végén hozzák nyilvánosságra.

### A jelölés
Játékfilmek esetében az alábbi öt kategória díjaira történik jelölés:
- legjobb európai film
- legjobb európai rendező
- legjobb európai színésznő
- legjobb európai színész
- legjobb európai forgatókönyvíró

A válogatás végleges listájáról az akadémia több mint háromezer fős tagsága szavazással választ ki négy-négy jelöltet kategóriánként. Az EFA igazgatótanácsa minden egyes kategóriában további egy jelölést ad, mely illetve akik kikerülhetnek a legjobb európai komédia, a legjobb európai felfedezett, a legjobb európai dokumentumfilm, és a legjobb európai animációs játékfilm jelöltjei közül is. A jelöltek listáját öt héttel a díjátadó előtt – rendszerint a Sevillai Európai Filmfesztiválon – hozzák nyilvánosságra.
A legjobb európai komédia kategóriába a javaslatba hozott alkotások közül az EFA igazgatótanácsa jelöl három (esetleg négy) filmet.
A legjobb európai felfedezett (FIPRESCI-díj) kategóriában a Filmkritikusok Nemzetközi Szövetsége (FIPRESCI) tagjai, valamint az EFA igazgatótanácsa közösen jelölnek öt alkotást.
A legjobb európai dokumentumfilm kategóriába, amelybe minimum 70 perces, filmszínházban, vagy a Filmproducerek Nemzetközi Szövetsége (FIAPF) által elfogadott valamely nemzetközi fesztiválon bemutatott alkotások nevezhetők, egy szakértők által előzetesen összeállított 15-ös listáról az EFA-tagok szavaznak be négyet, egyet pedig az igazgatótanács ad hozzá. A jelöltek listáját 5 héttel a díjátadó előtt hozzák nyilvánosságra.
A legjobb európai animációs film kategóriába, amelybe minimum 60 perces, filmszínházban, vagy valamely fesztiválon bemutatott, az Európai Animációs Film Szövetség (CARTOON) által kidolgozott rugalmasabb pontrendszerrel (17-ből tíz súlyozott pont) európainak minősített, legalább 50%-ban animációt tartalmazó alkotások nevezhetők, az EFA és a CARTOON közös zsűrije jelöl három filmet.
A legjobb európai rövidfilm kategóriába, amelybe legfeljebb 30 perces fikciós, dokumentum-, animációs vagy kísérleti film nevezhető, az EFA által kijelölt európai rövidfilmfesztiválok nemzetközi zsűrije jelöl egyetlen filmet, így a jelölt alkotások a fesztiválok sorrendjében válnak ismertté. Amikor a részt vevő fesztiválok – az előző év októberétől az adott év szeptemberéig tartó – éves ciklusa lezárult, egy rövidfilmes szakértőkből és az EFA elnökségi tagjaiból álló bizottság öt kisfilmet jelöl a díjért versengő alkotások rövid listájára.
Az egyes kategóriák jelöltjei hivatalos igazolást kapnak a jelölésről.

### A díjazás
A díjak odaítélésének módja kategóriánként változó:
- a művészi (filmes, alkotói, előadói) kategóriák nyertesei a Filmakadémia több mint 3000 tagjának közvetlen szavazásával döntik el;
- a technikai jellegű kategóriák nyerteseit egy, az akadémia igazgatósága által felkért fős zsűri választja ki;
- a különdíj kategóriák nyerteseit a Filmakadémia igazgatótanácsa ítéli oda;
- a közönségdíj kategóriák nyertes alkotásait – mint azt elnevezésük is mutatja –  a filmkedvelő nagyközönség, illetve a tizenéves közönség választja ki.

A szavazási eljárásokat az Európai Filmakadémia indítja és menedzseli. Az eredményeket független könyvvizsgáló állítja össze. A nyertesek kihirdetésére, valamint a trófeák átadására december elején gálaestet szerveznek, melyre meghívják a díjra jelölt filmek alkotóit, valamint a különféle díjra jelölt személyeket.

## A trófea

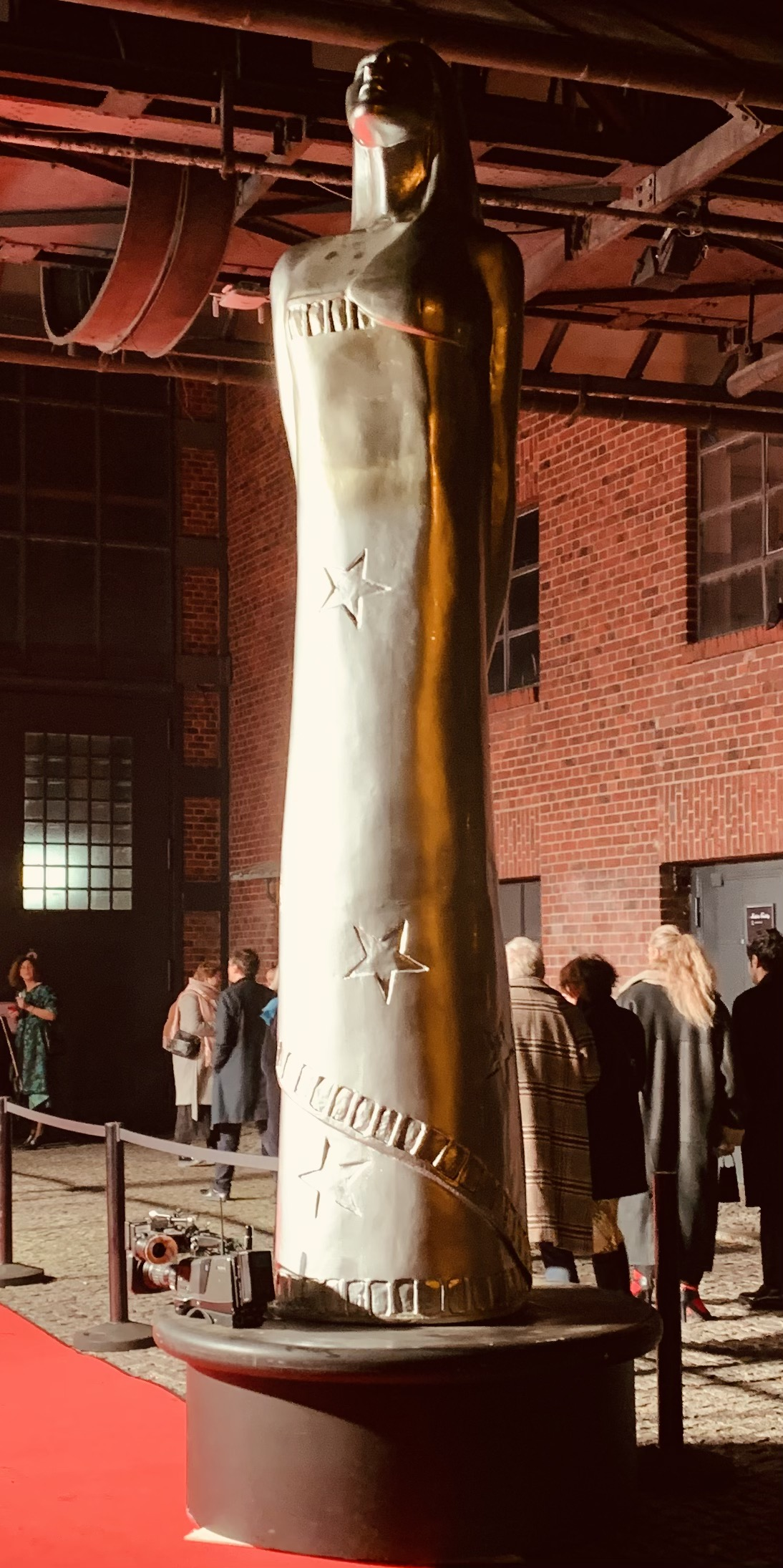
Az Európai Filmdíj szoborra Berlinben (2023)

1988 és 1996 között a Felix-díj trófeája egy kezében galambot tartó fiú (Felix) 57 centiméteres szürkészöld patinájú bronz szobra volt, alkotója Markus Lüpertz (Liberec, 1941 – ) német szobrász. A díjat 1992-ben átvevő Gianni Amelio olasz filmrendező szerint: „Felixnek csak egy hibája van – túl nehéz”.
Az 1997-es díjátadó óta a trófea egy hosszú hajú női alakot ábrázoló, 26 cm magas, 2 kg súlyú ezüst szobrocska, Európa-csillaggal díszített ruhában. Theo Fennell brit ékszerész tervezte és Londonban készítik el minden évben a nyertesek részére.
Az Európai Parlament és az Európai Filmakadémia közös díjaként odaítélt LUX közönségdíj megtartotta a Lux-díj trófeáját, amely egy felfelé kihúzott filmtekercset ábrázol. A Világbank Csoport Film4Climate kampányával együttműködve átadott EFA fenntarthatósági díj (Prix Film4Climate) fizikai megjelenési formája egy, a filmdíjgálának otthont adó ország őshonos fája.

## Díjkategóriák
Az Európai Filmdíj az alapításakor 13 kategóriával indult, s a kategóriák száma – koncepcionális és gazdasági okok miatt – az évek folyamán többször, erőteljesen változott. 2021 decemberében a következő kategóriák voltak érvényben.

### Jelenlegi kategóriák
| Fajta         | Elnevezése                                            | Angol elnevezése                      | Alapítva |
| ------------- | ----------------------------------------------------- | ------------------------------------- | -------- |
| Műfaji díjak  | Legjobb európai film                                  | European Film                         | 1988     |
| Műfaji díjak  | Legjobb európai felfedezett (FIPRESCI-díj)            | European Discovery – Prix FIPRESCI    | 1988     |
| Műfaji díjak  | Legjobb európai dokumentumfilm                        | European Documentary                  | 2004     |
| Műfaji díjak  | Legjobb európai animációs játékfilm                   | European Animated Feature Film        | 2009     |
| Műfaji díjak  | Legjobb európai rövidfilm                             | European Short Film                   | 2002     |
| Alkotói díjak | Legjobb európai rendező                               | European Director                     | 1988     |
| Alkotói díjak | Legjobb európai színésznő                             | European Actress                      | 1988     |
| Alkotói díjak | Legjobb európai színész                               | European Actor                        | 1988     |
| Alkotói díjak | Legjobb európai forgatókönyvíró                       | European Screenwriter                 | 1988     |
| Alkotói díjak | Legjobb európai szereplőválogató                      | European Casting Diredtor             | 1989     |
| Alkotói díjak | Legjobb európai operatőr                              | European Cinematographer              | 1989     |
| Alkotói díjak | Legjobb európai vágó                                  | European Editor                       | 1991     |
| Alkotói díjak | Legjobb európai látványtervező                        | European Production Designer          | 1990     |
| Alkotói díjak | Legjobb európai jelmeztervező                         | European Costum Designer              | 1990     |
| Alkotói díjak | Legjobb európai fodrász- és sminkmester               | European Hair & Makeup Artist         | 2016     |
| Alkotói díjak | Legjobb európai zeneszerző                            | European Composer (original score)    | 1988     |
| Alkotói díjak | Legjobb európai hangzástervező                        | European Sound Designer               | 2007     |
| Különdíjak    | Az Európai Filmakadémia életműdíja                    | EFA Lifetime Achievement Award        | 1988     |
| Különdíjak    | Legjobb európai teljesítmény a világ filmművészetében | European Achievement in World Cinema  | 1997     |
| Különdíjak    | Európai koprodukciós díj – Prix Eurimages             | European Co-Producer – Prix Eurimages | 2007     |
| Közönségdíjak | LUX – a legjobb filmnek járó európai közönségdíj      | LUX European Audience Film Award      | 2021     |
| Közönségdíjak | Európai Filmakadémia fiatal közönség díja             | EFA Young Audience Award (YAA)        | 2013     |
| Közönségdíjak | Európai Egyetemi Filmdíj                              | European University Film Award (EUFA) | 2013     |

### Múltbéli kategóriák
| Elnevezése                                                | Angol elnevezése                                   | Kiosztva         |
| --------------------------------------------------------- | -------------------------------------------------- | ---------------- |
| Legjobb európai újoncfilm                                 | Best Young Film                                    | 1988–1996        |
| Legjobb európai mellékszereplő színésznő                  | Best European Supporting Actress                   | 1988, 1990–1992  |
| Legjobb európai mellékszereplő színész                    | Best European Supporting Actor                     | 1988, 1990–1992  |
| Különleges látvány díja                                   | Special Aspect Award                               | 1988             |
| Zsűri különdíja                                           | Special Jury Award                                 | 1988–1990        |
| Érdemdíj                                                  | Award of Merit                                     | 1988, 1991–1993  |
| Legjobb európai mellékszereplő                            | Best European Supporting Performance               | 1989             |
| Dokumentumfilmes zsűri különdíja                          | Documentary Film Jury Special Award                | 1989             |
| Dokumentumfilmes zsűri külön dicsérete                    | Documentary Film Jury Special Mention              | 1989–1993        |
| Európai Filmtársaság különdíja                            | European Cinema Society Special Award              | 1989, 1990       |
| Külön dicséret                                            | Special Mention                                    | 1990, 2000, 2003 |
| Az év legjobb európai teljesítménye                       | European Achievement of the Year                   | 1993             |
| Európai kritikusok díja – FIPRESCI-díj                    | European Critic’s Award – Prix Fipresci            | 1993–2009        |
| Legjobb nem európai film                                  | Screen International Award for a non-European film | 1996–2005        |
| Közönség-díj – legjobb rendező                            | People’s Choice Awards – Best Director             | 1997–2005        |
| Közönség-díj – legjobb színésznő                          | People’s Choice Awards – Best Actress              | 1997–2005        |
| Közönség-díj – legjobb színész                            | People’s Choice Awards – Best Actor                | 1997–2005        |
| Európai Filmakadémia kiválóságdíja                        | European Film Academy Prix d'Excellence            | 2007–2009        |
| Tiszteletbeli díj                                         | Honorary Award                                     | 2007, 2015       |
| Tiszteletbeli különdíj                                    | European Film Academy Special Honorary Award       | 2011             |
| Közönségdíj a legjobb európai filmnek                     | People’s Choice Award for Best European Film       | 2006–2019        |
| Legjobb európai teljesítmény játékfilmsorozatban          | European Achievement in Fiction Series             | 2019             |
| Legjobb európai komédia                                   | European Comedy                                    | 2013–2022        |
| Európai Filmakadémia díja az innovatív történetmesélésért | EFA Award for Innovative Storytelling              | 2020–2022        |
| Európai fenntarthatósági díj – Prix Film4Climate          | EFA Sustainability Award – Prix Film4Climate       | 2021–2023        |
| Legjobb európai trükkmester                               | European Visual Effects Supervisor                 | 2018–2024        |

## Helyszínek
A Nyugat-Berlini első díjátadót helyszínként Párizs és Glasgow követte, majd a rendezvényt Németországban Potsdamban és az Európai Filmakadémia székhelyéül szolgáló Berlinben tartották meg. A díj 1997-es megújítása óta a páratlan években a német főváros ad otthont az eseménynek, a páros években pedig valamely másik európai ország, többnyire az év kulturális fővárosa címet viselő városa. A kialakult rendtől 2009-ben tértek el, amikor is Berlin helyett Bochum adott helyt a díjkiosztónak.
| Ssz. | Időpont            | Város         | Helyszín                                        | Műsorvezető                              | Megj. |
| ---- | ------------------ | ------------- | ----------------------------------------------- | ---------------------------------------- | ----- |
| 1.   | 1988. november 26. | Nyugat-Berlin | Theater des Westens                             | Jan Niklas, Désirée Nosbusch             | EKF   |
| 2.   | 1989. november 25. | Párizs        | Théâtre des Champs-Elysées                      | Fernando Rey, Agnès Soral                | EKF   |
| 3.   | 1990. december 2.  | Glasgow       | Royal Concert Hall                              | Sheena McDonald, Melvyn Bragg            | EKF   |
| 4.   | 1991. december 1.  | Potsdam       | Babelsberg Stúdiók                              | Désirée Nosbusch-Becker, Johannes Willms |       |
| 5.   | 1992. november 25. | Potsdam       | Babelsberg Stúdiók                              | Senta Berger, Ben Kingsley               |       |
| 6.   | 1993. december 4.  | Potsdam       | Babelsberg Stúdiók                              | Fanny Ardant                             |       |
| 7.   | 1994. november 27. | Berlin        | Bar jeder Vernunft (revübár)                    | ?                                        |       |
| 8.   | 1995. november 12. | Berlin        | Bar jeder Vernunft (revübár)                    | ?                                        |       |
| 9.   | 1996. november 8.  | Berlin        | Blaues Zelt am Lützowplatz                      | ?                                        |       |
| 10.  | 1997. december 7.  | Berlin        | Tempelhof repülőtér                             | Tania Bryer                              |       |
| 11.  | 1998. december 4.  | London        | The Old Vic (színház)                           | Mel Smith, Carole Bouquet                |       |
| 12.  | 1999. december 4.  | Berlin        | Schiller Theater                                | Mel Smith, Carole Bouquet                |       |
| 13.  | 2000. december 2.  | Párizs        | Théâtre national de Chaillot                    | Rupert Everett, Antoine de Caunes        |       |
| 14.  | 2001. december 1.  | Berlin        | Tempodrom                                       | Mel Smith                                |       |
| 15.  | 2002. december 7.  | Róma          | Teatro dell’Opera di Roma                       | Asia Argento, Mel Smith                  |       |
| 16.  | 2003. december 6.  | Berlin        | Treptow Arena                                   | Heino Ferch                              |       |
| 17.  | 2004. december 11. | Barcelona     | Centro de Convenciones Internacional            | Maria de Medeiros, Juanjo Puigcorbé      |       |
| 18.  | 2005. december 3.  | Berlin        | Treptow Arena                                   | Heino Ferch                              |       |
| 19.  | 2006. december 2.  | Varsó         | EXPO XXI                                        | Maciej Stuhr, Sophie Marceau             |       |
| 20.  | 2007. december 1.  | Berlin        | Treptow Arena                                   | Jan Josef Liefers, Emmanuelle Béart      |       |
| 21.  | 2008. december 6.  | Koppenhága    | Forum København                                 | Mikael Bertelsen                         |       |
| 22.  | 2009. december 12. | Bochum        | Jahrhunderthalle                                | Anke Engelke                             | EKF   |
| 23.  | 2010. december 4.  | Tallinn       | Nokia Concert Hall                              | Anke Engelke, Märt Avandi                | EKF   |
| 24.  | 2011. december 3.  | Berlin        | Tempodrom                                       | Anke Engelke                             |       |
| 25.  | 2012. december 1.  | Valletta      | Mediterranean Conference Centre                 | Anke Engelke                             |       |
| 26.  | 2013. december 7.  | Berlin        | Haus der Berliner Festspiele                    | Anke Engelke                             |       |
| 27.  | 2014. december 13. | Riga          | Lett Nemzeti Opera                              | Thomas Hermanns                          | EKF   |
| 28.  | 2015. december 12. | Berlin        | Haus der Berliner Festspiele                    | Thomas Hermanns                          |       |
| 29.  | 2016. december 10. | Wrocław       | Nemzeti Zenei Fórum                             | Maciej Stuhr                             | EKF   |
| 30.  | 2017. december 9.  | Berlin        | Haus der Berliner Festspiele                    | Thomas Hermanns                          |       |
| 31.  | 2018. december 15. | Sevilla       | Teatro de la Maestranza                         | Hatfős nemzetközi csapat                 |       |
| 32.  | 2019. december 7.  | Berlin        | Haus der Berliner Festspiele                    | Anna Brüggemann, Aiste Dirziute          |       |
| 33.  | 2020. december 12. | Berlin        | Futurium (online gála)                          | Steven Gätjen                            |       |
| 34.  | 2021. december 11. | Berlin        | Mercedes-Benz Arena                             | Annabelle Mandeng                        |       |
| 35.  | 2022. december 10. | Reykjavík     | Harpa Conference and Concert Hall               | Ilmur Kristjánsdóttir, Hugleikur Dagsson |       |
| 36.  | 2023. december 9.  | Berlin        | Arena Berlin                                    | Britta Steffenhagen                      |       |
| 37.  | 2024. december 7.  | Luzern        | Kultur- und Kongresszentrum Luzern (KKL Luzern) |                                          |       |
| 38.  | 2026. január 17.   | Berlin        | Arena Berlin                                    |                                          | EKF   |
| 39.  | 2027. január       | Athén         | Stavros Niarchos Foundation Cultural Center     |                                          |       |